# 罗卡蒙菲纳
罗卡蒙菲纳（義大利語：Roccamonfina），是意大利卡塞塔省的一个市镇。总面积30平方公里，人口3686人，人口密度122.9人/平方公里（2009年）。ISTAT代码为061070。